# Desmodium bioculatum
Desmodium bioculatum är en ärtväxtart som beskrevs av Sereno Watson. Desmodium bioculatum ingår i släktet Desmodium och familjen ärtväxter. Inga underarter finns listade i Catalogue of Life.